# Merefnebef
Merefnebef, également appelé Ounisânkh et Fefi, est un vizir de la VIe dynastie d'Égypte antique. Il a d'abord servi à la cour de Téti, peut-être devenu vizir sous le règne d'Ouserkarê, et a été licencié sous le règne de Pépi Ier.

## Biographie
Merefnebef était un prince héritier et un comte. Il est trésorier du roi de Basse-Égypte et a occupé des postes qui l'ont placé près du roi. Il était le gardien des ornements de tête et connaissait les secrets de la maison du matin. Certains de ses titres disent qu'il était gardien et prêtre de la pyramide de Téti. Il est peut-être devenu vizir à la fin de sa carrière et ses titres sont enregistrés sur la façade de sa tombe. 

## Tombeau
Le mastaba de Merefnebef est situé à l'ouest de la pyramide à degrés de Djéser. Il est relativement petit mais entièrement décoré. La chambre funéraire contenait un sarcophage avec un couvercle. Les scènes de la tombe montrent une destruction délibérée. Au moins un des fils de Merefnebef a vu ses images ciselées dans toute la tombe.